# Orthotylus boreellus
Orthotylus boreellus är en insektsart som först beskrevs av Zetterstedt 1828.  Orthotylus boreellus ingår i släktet Orthotylus, och familjen ängsskinnbaggar. Arten är reproducerande i Sverige.